# Les Mujouls
Les Mujouls é uma comuna francesa na região administrativa da Provença-Alpes-Costa Azul, no departamento Alpes Marítimos. Estende-se por uma área de 14,55 km², com 30 habitantes, segundo os censos de 1999, com uma densidade de 2 hab/km².